# ويكيبيديا الميراندية

لقطة شاشة من ويكيبيديا الميراندية

ويكيبيديا الميراندية (الميراندية em mirandês: Biquipédia)، هي إصدار باللغة الميراندية لموسوعة ويكيبيديا ضمن مشروع ويكيميديا، فُعلت الويكيبدييا في فبراير 2008م. وهي ذات نظام كتابة لاتيني ورمز كودها الويكيبيدي معرَّف ب(mwl).
واللغة الميراندية هي لغة رومانسية مرتبطة باللغة الأستورية. تستخدم في شمال البرتغال بواسطة حوالي 10000 شخص. كما يتكلّمون الميراندية 5000 شخص آخر أحياناً. تعيش أغلبية المتحدثين بالميراندية يعيشون في قرى بلدية ميراندا دو دورو، وأيضا في بعض قرى فيميوسو، وموجادورو، وبراجانشا.
بدأت اللغة الميراندية بالظهور كلغة معروفة أثناء القرن الثاني عشر، كما ظهر أدب ميراندي في النصف الثاني من القرن التاسع عشر. أشهر كاتب ميراندي معروف هو خوزيه ليتي دي فاسكونسيلوس.
تدرس اللغة اليوم في بعض المدارس، كما تظهر بعض المقالات في باللغة الميراندية في بعض الصحف والمجلات، وهناك برامج إذاعية وتلفزيونية تعرض باللغة. يرى العديد من الشباب اللغة بأنها قديمة ومتخلّفة ولا يبدون اهتماماً كبيراً بها.

## أرقام وإحصاءات
في إحصاءات 29 من نونبر 2015، كانت ويكيبيديا الميراندية تحتوى على 2,725 مقالة، و88,347 تعديل و6,331 مستخدم مسجل بينهم 21 مستخدما نشيطا، وإداريان، وتحتل المرتبة 30 في العمق.
وفي 22 مارس 2021 أصبحت:
| عدد المستخدمين المسجلين | عدد المستخدمين النشيطين | عدد المقالات | عدد الصفحات | عدد التعديلات | عدد الملفات المرفوعة | عدد الإداريين | العمق |
| ----------------------- | ----------------------- | ------------ | ----------- | ------------- | -------------------- | ------------- | ----- |
| 11,133                  | 19                      | 3,841        | 10,115      | 97,258        | 2                    | 1             | 26    |